# گابری گارسیا
گابری گارسیا (هلندی: Gabri García؛ زادهٔ ۱۰ فوریهٔ ۱۹۷۹) یک بازیکن فوتبال اهل اسپانیا است.

## باشگاهی
از باشگاه‌هایی که در آن بازی کرده‌است می‌توان به آژاکس آمستردام، بارسلونا، باشگاه ورزشی ام صلال، باشگاه فوتبال بارسلونا بی، و سیون اشاره کرد.

## تیم ملی
وی همچنین در تیم ملی فوتبال اسپانیا بازی کرده است.